# 유니시가와온센역
유니시가와온센역(일본어: 湯西川温泉駅)은 일본 도치기현 닛코시에 있는 야간 철도 아이즈키누가와 선의 역이다.

## 역사
- 1986년 10월 9일: 영업 개시.

## 역 구조
가쓰로 산 터널 내에 위치한 단선 승강장 1면 1선의 지하역이다. 역 북쪽은 유니시 강(이카리 호)을 건너게 되고 니시 강 교량이 나온다. 일부 시간에만 역무원이 배치되고 있다.

## 역 주변
- 로드 사이드 스테이션 유니시카와 - 역에 병설.
- 이카리 호수
- 국도 제121호선
- 도치기 현도 249호 구로베니시카와 선
- 유니시가와 온천 - 버스로 약 30분.

## 사진

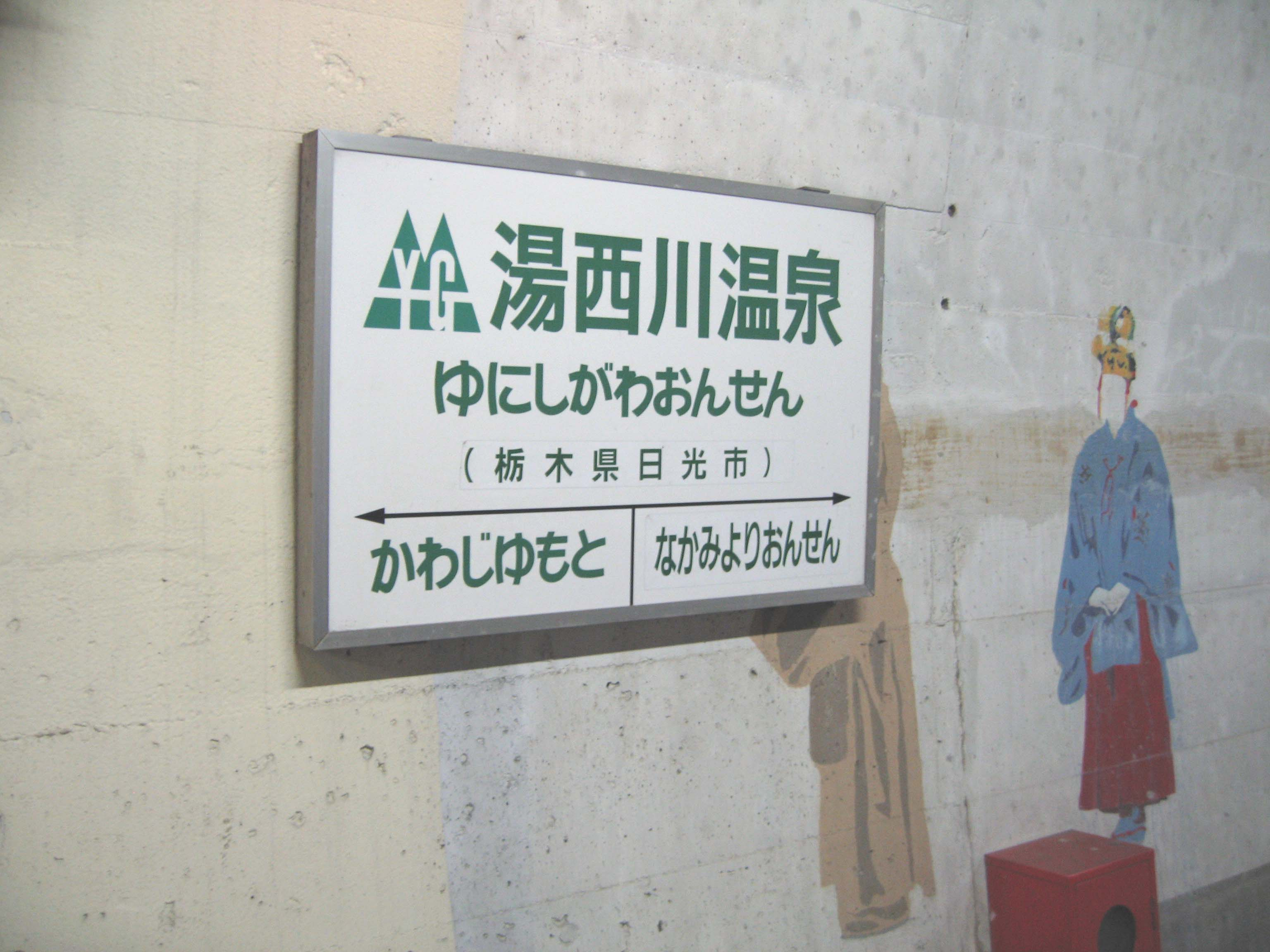
역명판
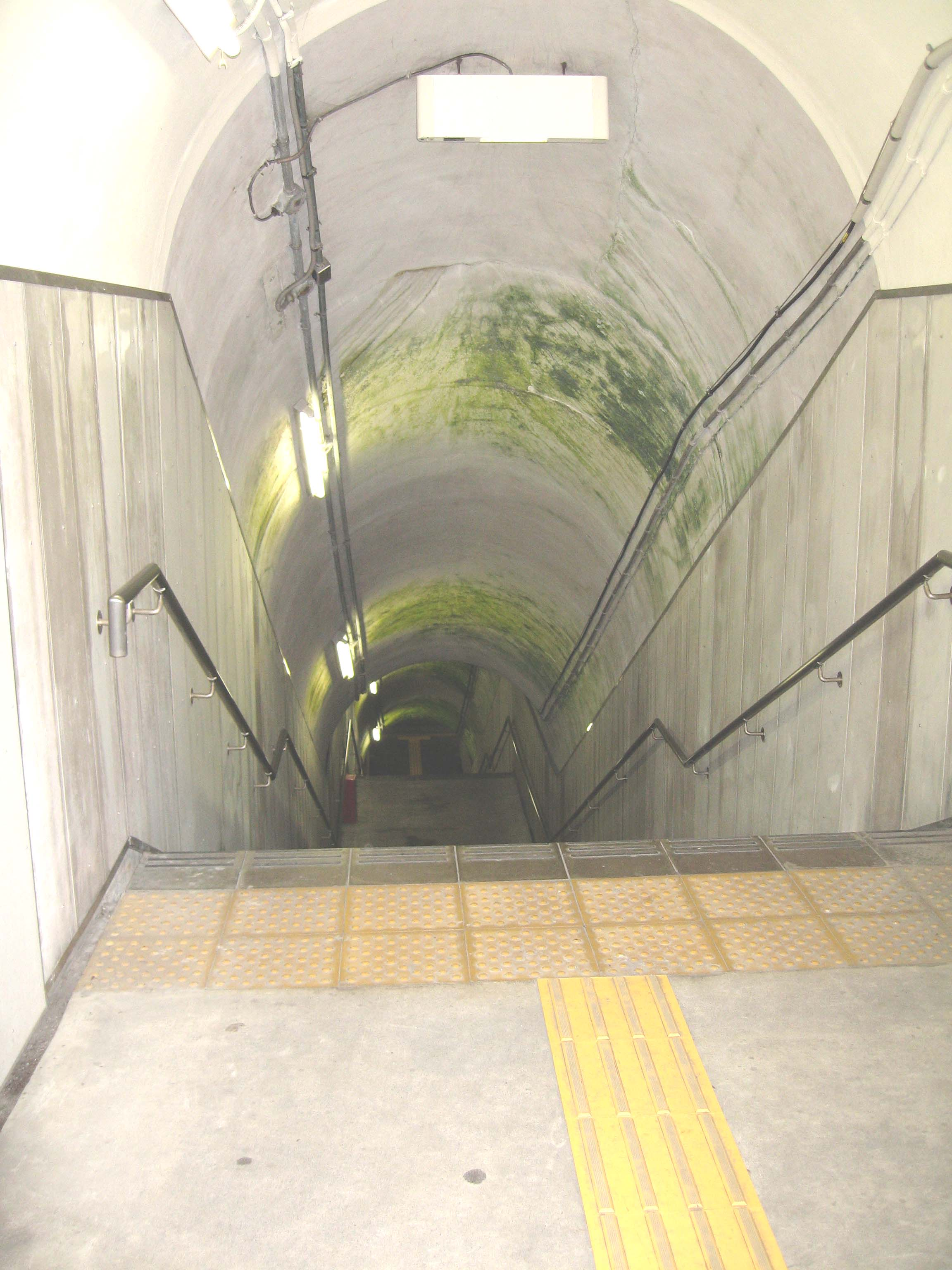
승강장으로 통하는 계단
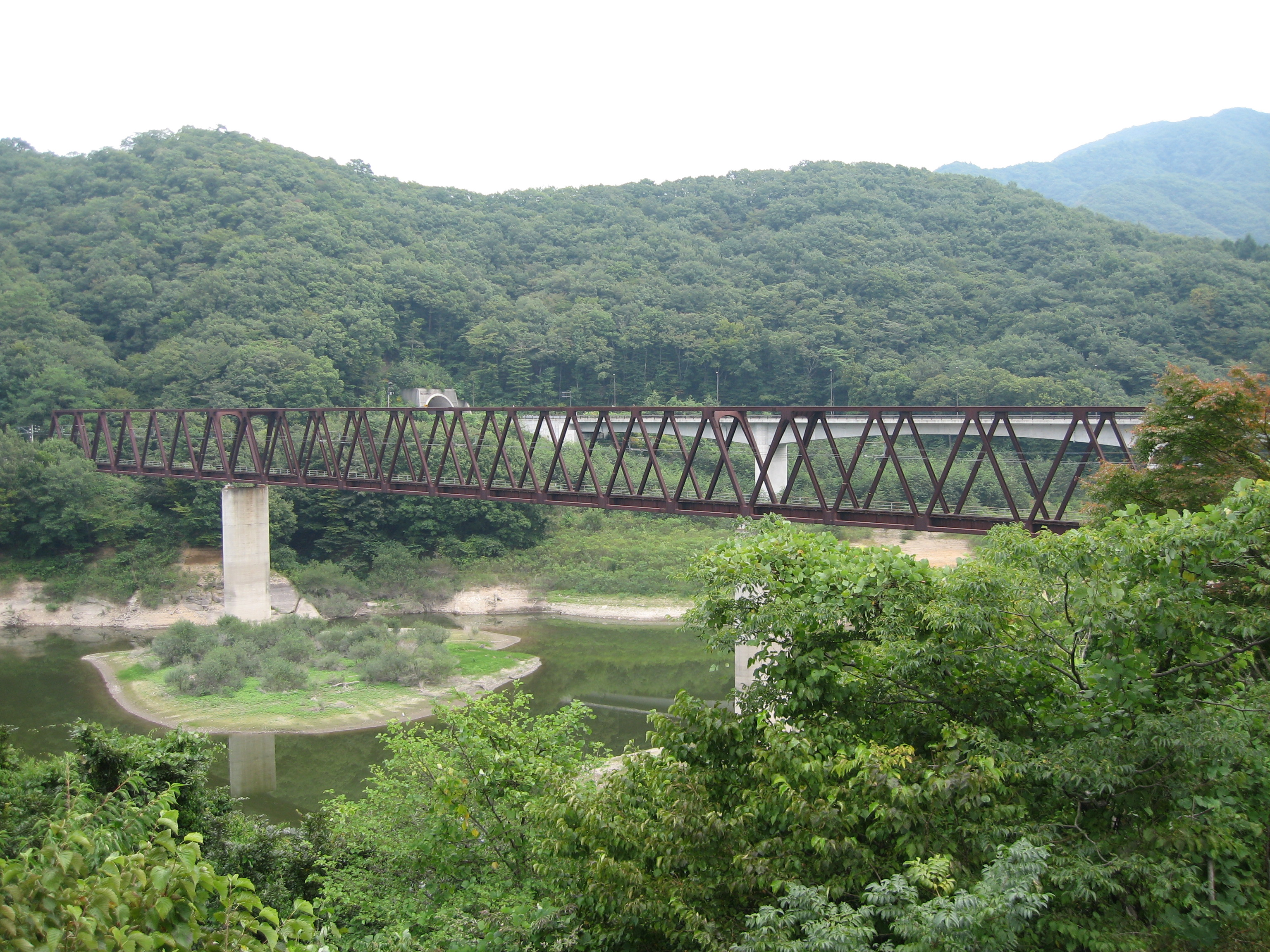
북쪽의 유니시 강 교량

## 인접역
| 야간 철도 ■ 아이즈키누가와 선 | 야간 철도 ■ 아이즈키누가와 선          | 야간 철도 ■ 아이즈키누가와 선          |
| ----------------------------- | -------------------------------------- | -------------------------------------- |
| 가와지유모토 신후지와라 방면  | □ 쾌속 "AIZU 마운트 익스프레스" ■ 보통 | 나카미요리온센 아이즈코겐오제구치 방면 |